# دينا قعوار
دينا قعوار (1965م) وهي أول سيدة عربية تولت رئاسة مجلس الأمن بالأمم المتحدة في أبريل 2016م منذ انشاؤه من 70 عام ، ولدت دينا في عمان الأردن، جدّها عيسى قعوار النائب السابق عن السلط، في عهد الجد المؤسس، والدها العميد الركن خليل قعوار الذي توفي على رأس عمله مساعد رئيس هيئة الأركان للاستخبارات والأمن العسكري قبل أكثر من ثلاثين عاما حيث كان من أوائل المنتسبين للجيش العربي. أكملت دينا تعليمها الأساسي في عمان، ثم أكملت تعليمها في الولايات المتحدة في جامعة ميلز كوليدج والتي كانت خاصة بالفتيات فقط وحصلت من هناك علي شهاة البكالوريوس في العلاقات الدولية، ثم حصلت علي درجة الماجستير في العلاقات الدولية من جامعة كولومبيا، وبعد ذلك أكملت الدراسات العليا لمدة سنة في جامعة هارفاردمن عام 1986 الي عام 1987الجنسية الأردنية وتستطيع التحدث بالإنجليزية والعربية والفرنسية، هي متزوجة لرجل فرنسي.

## مناصب تولتها
- عملت دينا مع ولي العهد السابق الأمير حسن لعدة سنوات مباشرة بعد تخرجها من عام 1985 إلى عام 1990، حيث كانت أحد اوائل النساء الذين دخلوا السلك الدبلوماسي الاردنى[6]
- قد تم تعيينها من قبل الملك الأردني عبد الله الثاني شخصيًا في السلك الدبلوماسي في سبتمبر 2005 حيث كانت سفير غير مقيم في دولة البرتغال حتي عام 2013
- كانت سفيرة المملكة الهاشمية الأردنية في فرنسا ما بين 2001، 2013[4]
- وفي يوم 17 مايو 2002م، قبل البابا يوحنا بولس الثاني، أوراق اعتماد دينا قعوار سفيراً معتمداً للمملكة الأردنية الهاشمية لدى الكرسي الرسولي[7]
- أصبحت سفيرة المملكة الأردنية الهاشمية في منظمة اليونسكو عام 2002
- من اغسطس2014 الي يونيو 2016 كانت الممثل الدائم للمماكة الهاشمية الأردنية في الامم المتحدة
- تولت رئاسة الوفد الأردني الهاشمى في عضويته الغير الدائمة في مجلس الأمن بالأمم المتحدة خلال 2014 -2015
- عين رئيس الجمعية العامة للأمم المتحدة، موغنس ليكيتوفت، في فبراير 2016 المندوب الأردني الدائم دينا قعوار، كميسر للاجتماع رفيع المستوى الذي تعقده الجمعية العامة في سبتمبر 2016[4]، للاجئين والمهاجرين بجانب المندوب الايرلندي ديفيد دونوغ[8]

### الجوائز
- حصلت علي وسام الاستقلال من الدرجة الأولي من الملك عبد الله الثاني، ملك المملكة الأردنية الهاشمية
- ودينا حاصلة علي عدة اوسمة اخري منها وسام جوقة الشرف من فرنسا ووسام د. أفونسو أنريكي من البرتغال ووسام القديس غريغوريوس الكبير من الكرسي الرسولي[4]

### دينا والقضية الفلسطينية
```
قالت دينا ان بالرغم من رفض مجلس الأمن ل (مشروع القرار)، الأردن سيبقى في مقدمة المدافعين عن القضية الفلسطينية وعن حقوق الشعب الفلسطيني الشقيق في مجلس الأمن وجميع المنابر الدولية، كما ان الأردن معني بشكل مباشر بالقضايا الجوهرية المرتبطة بالعملية السلمية.
[
9
]
 وقالت دينا أيضا بشان القضية الفلسطينية (للأسف لم نتقدم كما وددنا، ولكن في موضوع غزة، كان لنا دور هام في صياغة بيان صحفي والأول من نوعه حيث تحدثنا عن القدس والحرم الشريف حيث استخدم مسمى "الحرم الشريف" عندما نتحدث عن الأماكن المقدسة).
[
10
]
 وقالت دينا قعوار في حوار لها: انها تحب العمل الدبلوماسي وتستمتع بالصعوبات التي تقابلها حيث ان لم تتواجد تلك الصعوبات فلا يوجد شى مثير أو متتع في ذلك وحينها لاتوجد حاجة إلى الدبلومسية وانها كممثل دائم لدولة عربية فهى هتمة بشكل مباشر بمشاكل الدول العربية حيث ان 70% من عمل مجلس الأمن في افريقيا وعندما فحصت تلك الملفات وجد ان معظمها في الدول العربية مثل ليبا والصومال... الخ 
[
11
]
، واعتبرت قعوار أنّ "هنالك تقصيرًا بحقّ القضيّة الفلسطينيّة 
[
12
]
 والوضع الفلسطيني". وتابعت: "الأردن يعتبر الموضوع الفلسطيني بالغ الأهميّة وكلّنا أمل أن يكون لمجلس الأمن دور في حل القضيّة الفلسطينيّة"، من اقتباستها 
الشهيرة
 ": كنا نملنا ان مجلس الأمن اليوم سيتولى مشروع القرار العربى لان المجلس يتحمل كلا المسئولية الشرعية والاخلاقية لحل الصراع الفلسطينى الاسرئيلى
[
13
]
```

#### دينا وتمكين المرأة العربية
- استضافت السفيرة دينا قعوار وعميدة السفراء العرب في باريس في عام 2011، المؤتمر الذي عقدته منظمة التعاون والتنمية الاقتصادية المعنية بتشجيع الاستثمار والنمو والتوظيف في الشرق الأوسط وشمال إفريقيا، ومنتدى سيدات الأعمال، بهدف تمكين المرأة وتأهيلها وتطوير سياسات الاستثمار في هذه المناطق من العالم.[14]

قالت دينا القعوار معلقة على اوضاع المراءة العربية: «آمل في رؤية المزيد من المساواة في نهوض النساء في كافة أنحاء العالم العربي، فلا يمكنني التحدث بالتحديد عن هذا البلد أو ذاك، ولكنني أرغب في رؤية المساواة، فأنا أرغب في رؤية امرأة عربية واثقة في نفسها بدرجة أكبر، وبقدرتها على النهوض، امرأة تساعد نفسها أكثر، تشعر أنها مدينة بذلك لنفسها ولجيلها».، وقالت معلقة على الاقوال الشائعة عن طبيعة وقدرات المرأة العربية والتي تزعجها "يزعجها استغراب العالم الغربي لكونها تتولّى منصبًا كهذا". وتابعت: "يشرفني هذا المنصب وآمل أن تتاح الفرص لسيّدات عربيات أخريات لأنّه لا ينقص المرأة شيء، ومن المفاهيم المغلوطة التي تزعجها ان بعض الناس يظنون ان النساء العربيات متشابهات وهن نوع وحد، وعلى العكس فهن مثل جمالمتّحدة: لا يمكن اختصار النساء العربيّات في صورة نمطيّة واحدة يع نساء العالم حيث انهن من جميع الانواع والشخصيات بعضهن يشبهها وبعضهن يختلف عنها وان اى جيل قادم ما هو الا نتاج لتعليم الإناث لذا فهى تأمل ان يرتفع معدلات تعليم الإناث العربيات وخاصة الأردن.
```
وتقول قعوار (آمل في رؤية المزيد من المساواة في نهوض النساء في كافة أنحاء العالم العربي، فلا يمكنني التحدث بالتحديد عن هذا البلد أو ذاك، ولكنني أرغب في رؤية المساواة، فأنا أرغب في رؤية امرأة عربية واثقة في نفسها بدرجة أكبر، وبقدرتها على النهوض، امرأة تساعد نفسها أكثر، تشعر أنها مدينة بذلك لنفسها ولجيلها)
[
5
]
```